# 新威腾 (南达科他州)
新威腾（英語：New Witten），是美国南达科他州下属的一座城市。根据2010年美国人口普查，该市有人口79人。论人口在本州排行第248。